# Rheumaptera flebelis
Rheumaptera flebelis är en fjärilsart som beskrevs av Thierry-mieg 1915. Rheumaptera flebelis ingår i släktet Rheumaptera och familjen mätare. Inga underarter finns listade.